# Kanton Moncoutant
Kanton Moncoutant (fr. Canton de Moncoutant) je francouzský kanton v departementu Deux-Sèvres v regionu Poitou-Charentes. Skládá se z 12 obcí.

## Obce kantonu
- L'Absie
- Le Breuil-Bernard
- Chanteloup
- La Chapelle-Saint-Étienne
- La Chapelle-Saint-Laurent
- Clessé
- Largeasse
- Moncoutant
- Moutiers-sous-Chantemerle
- Pugny
- Saint-Paul-en-Gâtine
- Trayes